# Euphorbia bussei
Euphorbia bussei är en törelväxtart som beskrevs av Ferdinand Albin Pax. Euphorbia bussei ingår i släktet törlar, och familjen törelväxter.

## Underarter
Arten delas in i följande underarter:
- E. b. bussei
- E. b. kibwezensis